# Drosophila biauraria
Drosophila biauraria är en tvåvingeart som beskrevs av Bock och Wheeler 1972. Drosophila biauraria ingår i släktet Drosophila och familjen daggflugor.
Artens utbredningsområde är Japan och Koreahalvön.